# Nizozemské království

Struktura území království (od roku 2010)

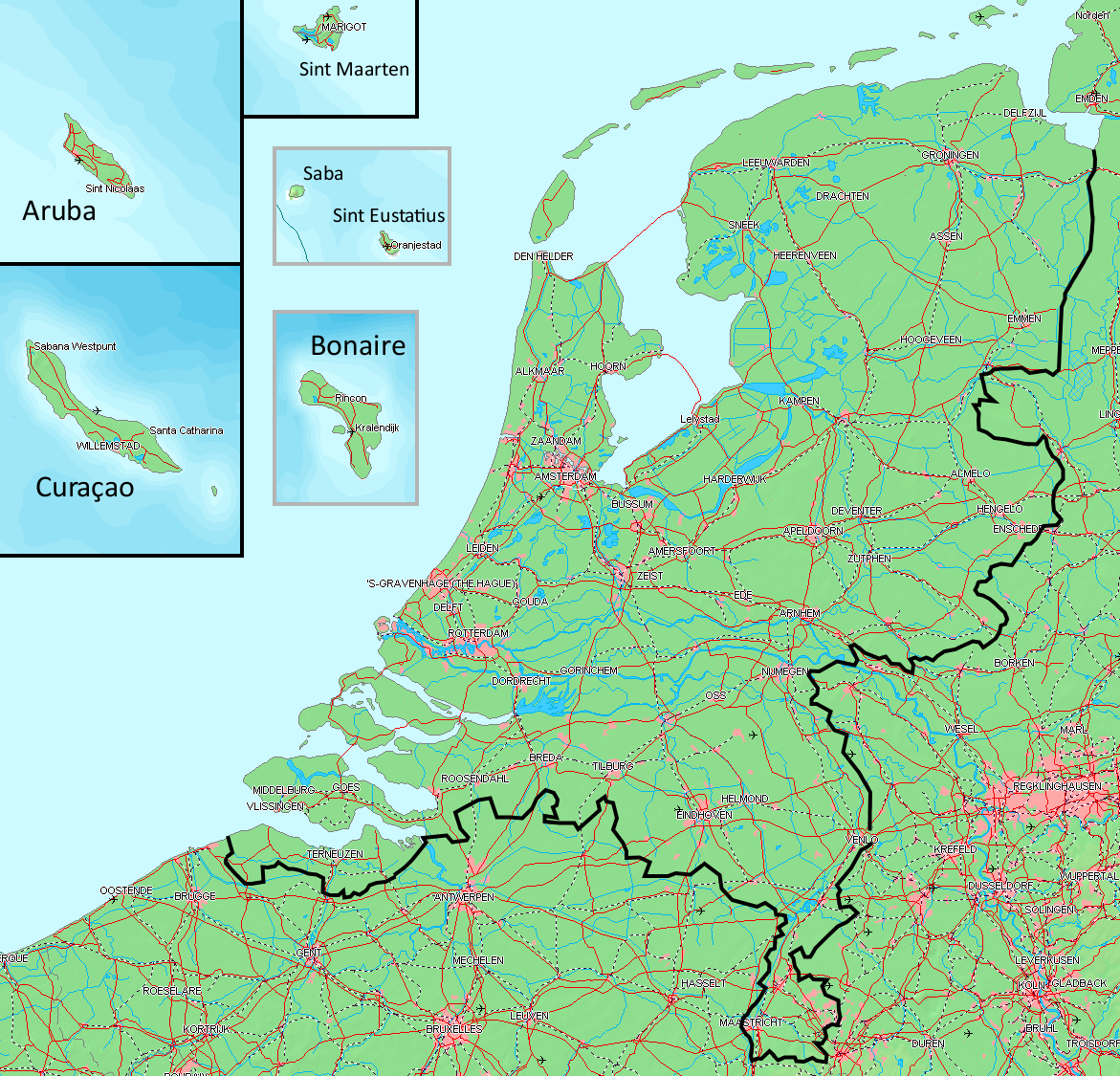
Mapa všech částí Nizozemského království ve stejném měřítku

Nizozemské království je suverénní stát a konstituční monarchie s 98 % svého území a obyvatelstva v západní Evropě a s několika malými západoindickými ostrovními územími v Karibiku (ve skupinách Závětrné ostrovy a Závětrné Antily).
Čtyři části království – Aruba, Curaçao, Nizozemsko a Svatý Martin – jsou zakládajícími zeměmi (landen v nizozemštině; jednotné číslo: země) a účastní se na základě rovnosti jako partneři v království.  V praxi je však většina záležitostí království spravována Nizozemskem – které tvoří zhruba 98 % rozlohy a populace království – jménem celého království. V důsledku toho jsou Aruba, Curaçao a Svatý Martin závislé na Nizozemsku v záležitostech, jako je zahraniční politika a obrana, ale jsou do určité míry autonomní s vlastními parlamenty.
Převážná většina rozlohy země, která Nizozemsko zakládá, se nachází v Evropě, zatímco jeho tři zvláštní obce (Bonaire, Svatý Eustach a Saba) se nacházejí v Karibiku, stejně jako ostatní tři země. Království má v Nizozemsku 17 821 419 obyvatel (k lednu 2023) a 9 543 (stav k lednu 2022) na území Bonaire, Saba a Svatý Eustach. 

## Administrativní členění
- Nizozemské království je rozděleno do 12 provincií a 3 zvláštních správních obvodů Karibského Nizozemska:
  - Drenthe (Assen) • Flevoland (Lelystad) • Frísko (Leeuwarden) • Gelderland (Arnhem) • Groningen (Groningen) • Jižní Holandsko (Haag) • Limburk (Maastricht) • Overijssel (Zwolle) • Severní Brabantsko ('s-Hertogenbosch) • Severní Holandsko (Haarlem) • Utrecht (Utrecht) Zeeland (Middelburg)
  - Bonaire • Saba • Svatý Eustach
- Aruba
- Curaçao
- Svatý Martin

## Historie
- Republika spojených provincií Nizozemí (1581–1795)
  - dědičná monarchie (1747–1795)
- Francouzská nadvláda (1795–1815)
- Nizozemské království (od 18. března 1815)
  - Nizozemsko, Nizozemské Antily, Surinam (od 1954)
  - Nizozemsko, Nizozemské Antily (od 1975)
  - Aruba, Nizozemsko, Nizozemské Antily (od 1986)
  - Aruba, Curaçao, Nizozemsko, Svatý Martin (od 2010)

## Přehled území
| Země / Zvláštní obec         | Země / Zvláštní obec         | Hlavní město | Rozloha [km²] | % (rozloha) | Počet obyvatel (rok 2019) | % (obyv.) | Hustota zalid. [ob./km²] | Měna | Geodata  |
| ---------------------------- | ---------------------------- | ------------ | ------------- | ----------- | ------------------------- | --------- | ------------------------ | ---- | -------- |
| Aruba                        | Aruba                        | Oranjestad   | 180           | 0,42        | 112 309                   | 0,64      | 624                      | AWG  | OSM, WMF |
| Curaçao                      | Curaçao                      | Willemstad   | 444           | 1,04        | 158 665                   | 0,90      | 357                      | XCG  | OSM, WMF |
| Svatý Martin                 | Svatý Martin                 | Philipsburg  | 34            | 0,08        | 41 486                    | 0,24      | 1220                     | XCG  | OSM, WMF |
| Nizozemsko                   | evropské Nizozemsko          | Amsterdam    | 41526         | 97,70       | 17 282 163                | 98,08     | 416                      | EUR  | OSM, WMF |
| Nizozemsko                   | Bonaire                      | Kralendijk   | 288           | 0,68        | 20 104                    | 0,11      | 70                       | USD  | OSM, WMF |
| Nizozemsko                   | Saba                         | The Bottom   | 13            | 0,03        | 1 915                     | 0,01      | 147                      | USD  | OSM, WMF |
| Nizozemsko                   | Svatý Eustach                | Oranjestad   | 21            | 0,05        | 3 138                     | 0,02      | 149                      | USD  | OSM, WMF |
| CELKEM Nizozemské království | CELKEM Nizozemské království | Amsterdam    | 42 523 km²    | 100 %       | 17 619 780 ob.            | 100 %     | 414                      |      | OSM, WMF |